# Dominikana na Letnich Igrzyskach Olimpijskich 2016
Dominikanę na Letnich Igrzyskach Olimpijskich 2016, które odbyły się w Rio de Janeiro, reprezentowało 33 zawodników – 21 mężczyzn i 8 kobiet.
Był to czternasty start reprezentacji Dominikany na letnich igrzyskach olimpijskich.

## Zdobyte medale
| Medal | Zawodnik    | Dyscyplina | Konkurencja    | Rezultat                                                                       | Data        |
| ----- | ----------- | ---------- | -------------- | ------------------------------------------------------------------------------ | ----------- |
| Brąz  | Luisito Pie | Taekwondo  | 58 kg mężczyzn | W pojedynku o brązowy medal pokonał reprezentanta Hiszpanii Jesúsa Tortosa 6:5 | 17 sierpnia |

## Reprezentanci

### Boks
Mężczyźni
| Zawodnik             | Konkurencja  | 1/16             | 1/8              | Ćwierćfinał      | Półfinał         | Finał            | Finał   |
| Zawodnik             | Konkurencja  | Przeciwnik Wynik | Przeciwnik Wynik | Przeciwnik Wynik | Przeciwnik Wynik | Przeciwnik Wynik | Miejsce |
| -------------------- | ------------ | ---------------- | ---------------- | ---------------- | ---------------- | ---------------- | ------- |
| Leonel de los Santos | waga musza   | Finol P 0-3      | NQ               | NQ               | NQ               | NQ               | NQ      |
| Héctor García        | waga kogucia | Asanau P 1-2     | NQ               | NQ               | NQ               | NQ               | NQ      |

### Jeździectwo

#### Ujeżdżenie
| Zawodnik              | Koń           | Konkurencja | Grand Prix | Grand Prix | Grand Prix Special | Grand Prix Special | Grand Prix Freestyle | Grand Prix Freestyle | Finał | Finał   |
| Zawodnik              | Koń           | Konkurencja | Wynik      | Pozycja    | Wynik              | Pozycja            | Technika             | Artystyka            | Razem | Pozycja |
| --------------------- | ------------- | ----------- | ---------- | ---------- | ------------------ | ------------------ | -------------------- | -------------------- | ----- | ------- |
| Yvonne Losos de Muñiz | indywidualnie | Foco Loco   | 61,300     | 59.        | NQ                 | NQ                 | NQ                   | NQ                   | NQ    | NQ      |

### Judo
Mężczyźni
| Zawodnik     | Konkurencja | 1/32             | 1/16             | 1/8               | Ćwierćfinał      | Półfinał         | Repasaż           | Finał/BM         | Finał/BM |
| Zawodnik     | Konkurencja | Przeciwnik Wynik | Przeciwnik Wynik | Przeciwnik Wynik  | Przeciwnik Wynik | Przeciwnik Wynik | Przeciwnik Wynik  | Przeciwnik Wynik | Pozycja  |
| ------------ | ----------- | ---------------- | ---------------- | ----------------- | ---------------- | ---------------- | ----------------- | ---------------- | -------- |
| Wander Mateo | −66 kg      | BYE              | Kuku W 010-000   | Oleinic W 100-000 | Ebinuma P 00-111 | NQ               | Sobirov P 000-100 | NQ               | 7.       |

### Kolarstwo

#### Kolarstwo szosowe
Mężczyźni
| Zawodnik    | Konkurencja                | Czas | Miejsce |
| ----------- | -------------------------- | ---- | ------- |
| Diego Milán | wyścig ze startu wspólnego | DNF  | DNF     |

### Lekkoatletyka
Mężczyźni
| Zawodnik                                                                                    | Konkurencja        | Eliminacje | Eliminacje | Półfinał | Półfinał | Finał | Finał   |
| Zawodnik                                                                                    | Konkurencja        | Wynik      | Miejsce    | Wynik    | Miejsce  | Wynik | Miejsce |
| ------------------------------------------------------------------------------------------- | ------------------ | ---------- | ---------- | -------- | -------- | ----- | ------- |
| Stanly del Carmen                                                                           | bieg na 200 m      | 20,55      | 6.         | NQ       | NQ       | NQ    | NQ      |
| Yancarlos Martínez                                                                          | bieg na 200 m      | 20,97      | 7.         | NQ       | NQ       | NQ    | NQ      |
| Gustavo Cuesta                                                                              | bieg na 400 m      | 46,92      | 7.         | NQ       | NQ       | NQ    | NQ      |
| Luguelín Santos                                                                             | bieg na 400 m      | 45,61      | 2. Q       | 44,71 SB | 4.       | NQ    | NQ      |
| Yohandris Andújar Mayobanex de Óleo Stanly del Carmen Yancarlos Martínez Christopher Valdez | sztafeta 4 × 100 m | DSQ        | DSQ        | —        | —        | NQ    | NQ      |
| Luis Charles Gustavo Cuesta Máximo Mercedes Juander Santos Luguelín Santos Yon Soriano      | sztafeta 4 × 400 m | 3:01,76    | 5.         | —        | —        | NQ    | NQ      |

Kobiety
| Zawodniczka     | Konkurencja   | Eliminacje | Eliminacje | Półfinał | Półfinał | Finał | Finał   |
| Zawodniczka     | Konkurencja   | Wynik      | Miejsce    | Wynik    | Miejsce  | Wynik | Miejsce |
| --------------- | ------------- | ---------- | ---------- | -------- | -------- | ----- | ------- |
| Mariely Sánchez | bieg na 200 m | 23,39      | 7.         | NQ       | NQ       | NQ    | NQ      |

| Zawodniczka   | Konkurencja | Kwalifikacje | Kwalifikacje | Finał | Finał   |
| Zawodniczka   | Konkurencja | Wynik        | Miejsce      | Wynik | Miejsce |
| ------------- | ----------- | ------------ | ------------ | ----- | ------- |
| Ana José Tima | trójskok    | 13,61        | 27.          | NQ    | NQ      |

### Łucznictwo
Kobiety
| Zawodniczka    | Konkurencja   | Runda rankingowa | Runda rankingowa | 1/32                | 1/16                | 1/8                 | Ćwierćfinał         | Półfinał            | Finał               | Finał   |
| Zawodniczka    | Konkurencja   | Punkty           | Rozstawienie     | Przeciwniczka Wynik | Przeciwniczka Wynik | Przeciwniczka Wynik | Przeciwniczka Wynik | Przeciwniczka Wynik | Przeciwniczka Wynik | Pozycja |
| -------------- | ------------- | ---------------- | ---------------- | ------------------- | ------------------- | ------------------- | ------------------- | ------------------- | ------------------- | ------- |
| Yessica Camilo | indywidualnie | 525              | 64.              | Choi M-s P 0-6      | NQ                  | NQ                  | NQ                  | NQ                  | NQ                  | NQ      |

### Pływanie
Mężczyźni
| Zawodnik     | Konkurencja           | Eliminacje | Eliminacje | Półfinał | Półfinał | Finał | Finał   |
| Zawodnik     | Konkurencja           | Czas       | Miejsce    | Czas     | Miejsce  | Czas  | Miejsce |
| ------------ | --------------------- | ---------- | ---------- | -------- | -------- | ----- | ------- |
| Jhonny Peréz | 100 m stylem dowolnym | 51,50      | 52.        | NQ       | NQ       | NQ    | NQ      |

Kobiety
| Zawodniczka     | Konkurencja          | Eliminacje | Eliminacje | Półfinał | Półfinał | Finał | Finał   |
| Zawodniczka     | Konkurencja          | Czas       | Miejsce    | Czas     | Miejsce  | Czas  | Miejsce |
| --------------- | -------------------- | ---------- | ---------- | -------- | -------- | ----- | ------- |
| Dorian McMenemy | 50 m stylem dowolnym | 27,37      | 55.        | NQ       | NQ       | NQ    | NQ      |

### Podnoszenie ciężarów
Kobiety
| Zawodnik    | Konkurencja | Rwanie | Rwanie  | Podrzut | Podrzut | Razem  | Pozycja |
| Zawodnik    | Konkurencja | Wynik  | Pozycja | Wynik   | Pozycja | Razem  | Pozycja |
| ----------- | ----------- | ------ | ------- | ------- | ------- | ------ | ------- |
| Luis García | do 56 kg    | 118 kg | 9.      | 145 kg  | 9.      | 263 kg | 8.      |

Kobiety
| Zawodniczka        | Konkurencja | Rwanie | Rwanie  | Podrzut | Podrzut | Razem  | Pozycja |
| Zawodniczka        | Konkurencja | Wynik  | Pozycja | Wynik   | Pozycja | Razem  | Pozycja |
| ------------------ | ----------- | ------ | ------- | ------- | ------- | ------ | ------- |
| Beatriz Pirón      | do 48 kg    | 85 kg  | 2.      | 102 kg  | 5.      | 187 kg | 4.      |
| Yuderqui Contreras | do 58 kg    | 100 kg | 5.      | 117 kg  | 6.      | 217 kg | 6.      |

### Strzelectwo
Mężczyźni
| Zawodnik        | Konkurencja | Kwalifikacje | Kwalifikacje | Półfinał | Półfinał | Finał  | Finał   |
| Zawodnik        | Konkurencja | Punkty       | Miejsce      | Punkty   | Miejsce  | Punkty | Miejsce |
| --------------- | ----------- | ------------ | ------------ | -------- | -------- | ------ | ------- |
| Eduardo Lorenzo | trap        | 114          | 20.          | NQ       | NQ       | NQ     | NQ      |

### Taekwondo
Mężczyźni
| Zawodnik         | Konkurencja | 1/16             | Ćwierćfinał      | Półfinał         | Repasaż          | Finał/BM         | Finał/BM |
| Zawodnik         | Konkurencja | Przeciwnik Wynik | Przeciwnik Wynik | Przeciwnik Wynik | Przeciwnik Wynik | Przeciwnik Wynik | Pozycja  |
| ---------------- | ----------- | ---------------- | ---------------- | ---------------- | ---------------- | ---------------- | -------- |
| Luisito Pie      | −58 kg      | Tuncat W DSQ     | Bragança W 4-1   | Hanprab P 7-11   | BYE              | Tortosa W 6-5    | brąz     |
| Moisés Hernández | −80 kg      | Güleç P 3-8      | NQ               | NQ               | NQ               | NQ               | NQ       |

Kobiety
| Zawodniczka         | Konkurencja | 1/16                | Ćwierćfinał         | Półfinał            | Repasaż             | Finał/BM            | Finał/BM |
| Zawodniczka         | Konkurencja | Przeciwniczka Wynik | Przeciwniczka Wynik | Przeciwniczka Wynik | Przeciwniczka Wynik | Przeciwniczka Wynik | Pozycja  |
| ------------------- | ----------- | ------------------- | ------------------- | ------------------- | ------------------- | ------------------- | -------- |
| Katherine Rodríguez | + 67 kg     | Dislam P 1-5        | NQ                  | NQ                  | NQ                  | NQ                  | NQ       |

### Tenis ziemny
Mężczyźni
| Zawodnik        | Konkurencja | Runda 1                     | Runda 2          | Runda 3          | Ćwierćfinał      | Półfinał         | Finał/BM         | Finał/BM |
| Zawodnik        | Konkurencja | Przeciwnik Wynik            | Przeciwnik Wynik | Przeciwnik Wynik | Przeciwnik Wynik | Przeciwnik Wynik | Przeciwnik Wynik | Pozycja  |
| --------------- | ----------- | --------------------------- | ---------------- | ---------------- | ---------------- | ---------------- | ---------------- | -------- |
| Víctor Estrella | singel      | Freitas P 6:2, 6:7 (4), 0:6 | NQ               | NQ               | NQ               | NQ               | NQ               | NQ       |